# Cieneguillas, Ocampo
Cieneguillas är en ort i Mexiko.   Den ligger i kommunen Ocampo och delstaten Michoacán de Ocampo, i den södra delen av landet, 120 km väster om huvudstaden Mexico City. Cieneguillas ligger 2 656 meter över havet och antalet invånare är 601.
Terrängen runt Cieneguillas är varierad, och sluttar västerut. Runt Cieneguillas är det ganska tätbefolkat, med 222 invånare per kvadratkilometer. Närmaste större samhälle är Heróica Zitácuaro, 16,8 km söder om Cieneguillas. I omgivningarna runt Cieneguillas växer i huvudsak blandskog.